# Il cielo brucia
Il cielo brucia è un film del 1957 diretto da Giuseppe Masini

## Trama
Storia a episodi dei membri del 18º stormo, un reparto dell'Aeronautica italiana durante e dopo la seconda guerra mondiale. Ogni episodio pone il quesito su che cosa sia giusto fare e riflette sulle conseguenze delle scelte dei personaggi.
Africa settentrionale: il capitano Carlo Casati è un pilota italiano, al comando di una squadriglia di bombardieri. A causa di un guasto, il capitano atterra in una zona occupata dagli alleati, rischiando di cadere prigioniero. Con l'aiuto di alcuni contadini italiani, riesce a riparare il suo aereo e a rientrare nelle linee italiane con Anna che diverrà sua moglie.
Italia: il tenente Ferri dopo due anni rivede Laura, la donna di cui era innamorato e che aveva lasciato per non farla soffrire, lei da semplice operaia è diventata una cantante che allieta i militari in ospedale. Il loro confronto è doloroso ma un bacio suggella la loro riappacificazione. Subito dopo, durante un attacco aereo, Ferri viene colpito e precipita in mare.
Dopo l'armistizio il gruppo vola al sud, nei ranghi della Regia Aeronautica cobelligerante; durante un volo di ricognizione l'aereo di Marchi viene colpito ma riesce a mettersi in salvo su una scialuppa. I soccorsi vengono sospesi a causa del maltempo e Marchi incontra in mare un altro aviatore (dell'Aeronautica Nazionale Repubblicana) abbattuto ma entrambi verranno recuperati già morti.
Terminata la guerra il comando decide di smantellare un vecchio velivolo ormai inutile, ma è l'unico che può affrontare una furiosa tempesta per portare a Milano una bambina colpita da paralisi respiratoria.